# 久留里線
久留里線（くるりせん）は、千葉県木更津市の木更津駅から同県君津市の上総亀山駅までを結ぶ、東日本旅客鉄道（JR東日本）の鉄道路線（地方交通線）である。袖ケ浦市を含む3市を通り、房総半島の東京湾側と内陸部を結んでいる。

## 概要
かつて気動車王国と呼ばれた房総半島に残る数少ない非電化路線で、千葉県内のJR線では唯一のものである。列車無線が整備されていないため、乗務員との連絡や運転規制の通告は、駅社員を介すか、衛星携帯電話や業務用携帯電話にて行われている。集客イベントとして、スタンプラリーや「駅からハイキング」などのイベントをJR東日本や沿線3市などが開催している。
2009年（平成21年）3月14日より全線が旅客営業規則の定める「東京近郊区間」に指定されたが、久留里線内では「Suica」などのIC乗車カードの利用はできない。東京駅からはJR線で最も近いSuica未対応路線である。なお、馬来田駅スタートの「うまくたハイキング」開催の折には簡易IC改札機が設置された。また、全線において「休日おでかけパス」を利用できる一方で、「のんびりホリデーSuicaパス」はSuica未対応のため利用できない。

## 路線データ
- 路線距離（営業キロ）：32.2 km[2]
- 管轄（事業種別）：東日本旅客鉄道（第一種鉄道事業者）
- 軌間：1,067 mm
- 駅数：14（起終点駅含む。うち、無人駅11駅）[2]
  - 久留里線所属駅に限定する場合、内房線所属の木更津駅[3]が除外され、13駅となる。
- 複線区間：なし（全線単線）
- 電化区間：なし（全線非電化）
- 閉塞方式：特殊自動閉塞式（軌道回路検知式）
  - 交換可能駅：横田駅、久留里駅
- 保安装置：ATS-P
- 最高速度：65 km/h
- 運転指令所：千葉総合指令室（内房指令・非CTC）
  - 運転取扱駅（駅が信号を制御）：木更津駅、横田駅、久留里駅
- 車両基地：幕張車両センター木更津派出（木更津駅）
- 大都市近郊区間：全線（東京近郊区間）
- IC乗車カード対応区間：なし

全線が千葉支社の管轄である。
みどりの窓口は、内房線との乗換駅である木更津駅のみにあり、久留里線のみの所属駅には設置されていない。

## 歴史
久留里線は、千葉県が道路事情の悪さを補うために県内各地に敷設した県営鉄道の一つで、1912年（大正元年）に木更津駅 - 久留里駅間が開業した。当時は軌間762mmの軽便鉄道であった。敷設工事は大日本帝国陸軍鉄道連隊によって訓練の一環として行なわれた。1922年（大正11年）に制定された改正鉄道敷設法別表第48号の予定線に「千葉県木更津ヨリ久留里、大多喜ヲ経テ大原ニ至ル鉄道」が挙げられたことから、1923年（大正12年）に国へ無償譲渡され、鉄道省の久留里線となった。
1930年（昭和5年）には1067mmへの改軌が完成し、1936年（昭和11年）には上総亀山駅まで延伸されたが、その先へ伸びることはなかった。この延伸区間は、太平洋戦争中の1944年（昭和19年）に不要不急線として休止され、戦後の1947年（昭和22年）に復活するという経過をたどっている。なお、予定線の大原側は、木原線（現在のいすみ鉄道いすみ線）として1930年（昭和5年）に開業したが、1934年（昭和9年）に上総中野駅まで延長されたに留まり、房総半島を横断するには同駅で小湊鉄道線と乗り継ぐ形となり、久留里線とは接続しなかった。
戦後は京葉工業地域への通勤客が増えるが、それでも閑散線区の域を出なかった。しかし将来性が認められて国鉄諮問委員会による赤字ローカル線廃止勧告は免れた。1968年（昭和43年）には千葉駅直通列車が廃止された。2009年（平成21年）に全線が東京近郊区間に編入された。

### 久留里駅 - 上総亀山駅間のバス転換への動き
2022年（令和4年）7月28日、JR東日本は利用者の少ない輸送密度2,000人未満の地方在来線区間別収支を発表し、本路線の久留里駅 - 上総亀山駅間の2019年度（令和元年度）の収支率が0.6%とJR東日本管内で最も低いことを明らかにした。2020年度（令和2年度）は、160万円の収入を生み出すのに2億7600万円の経費がかかった。2013年（平成25年）以降は平均通過人員（輸送密度）が4年間で半分になるペースで減少している（2013年度216人/日→2017年度103人/日→2021年度55人/日）。
この区間は日東交通の高速バス「カピーナ号」「アクシー号」が併走しており、久留里線の駅前やその近くから千葉市や東京都区部へ直行できる。
2023年（令和5年）3月、JR東日本が末端区間の久留里駅 - 上総亀山駅についてバス路線への転換も視野に、千葉県や沿線の君津市に協議を申し入れた。これに対して君津市役所の担当者は、「乗客の減少は現実問題として受け止めないといけない」としつつ、少ないながらもいる利用者が「不便にならないようにする必要がある」として、廃線などの前提は置かずに協議に臨む方針を示している。
こうした動きに対し、国鉄千葉動力車労働組合（以下「動労千葉」）は2022年（令和4年）の収支発表以来、機関紙で久留里線の廃止に反対しており、協議の断固阻止を主張している。
久留里駅 - 上総亀山駅について2024年（令和6年）10月21日に行われた第5回検討会議で最終的な結論として「自動車中心の交通体系への移行することで利便性が高まる」との報告書が出され、同年11月27日、JR東日本は同区間の鉄道を廃止して「バス等を中心とした新たな交通体系へのモードチェンジを図ることが必要」とする方針を表明した。JR東日本千葉支社は「（2025年）春先のダイヤ改正に間に合わせるのは時間的に現実性が薄い」との見解を示し、廃止時期や代替となるバスのルート・運行主体などは君津市と協議を進めるとしている。
君津市とJR東日本は2025年6月23日開催の君津市地域公共交通会議において、代替バスの運行計画案を発表。その中で公表された資料によると、上総亀山駅近くにあるやすらぎ館を起点として、現行の鉄道路線におおむね沿って運行。所要時間は20〜30分で鉄道とほぼ変わらないものとし、便数は鉄道が1日8.5往復であるのに対しバスは13往復を走らせる計画。運行は地元の路線バス会社に委託するものの、経費についてはJR東日本が負担する。バス移行の具体的な時期など計画の細部は住民との意見交換を経て詰めるとしている。
JR東日本管内において、災害による被災（岩泉線全線）並びに整備新幹線の並行在来線の経営分離（信越本線一部区間）を理由とした線路の廃止を除くと、同社発足以来初めての廃線となる。

### 年表
- 1911年（明治44年）7月18日：千葉県に対し鉄道敷設免許を下付[29]。後に37万1300円（当時の価値）を投じて敷設[30]。
- 1912年（大正元年）12月28日：千葉県営鉄道久留里線として木更津駅 - 久留里駅間が開業。清川駅、中川駅、馬来田駅、小櫃駅、久留里駅が開業[5][31]。
- 1915年（大正4年）7月1日：中川駅が横田駅に改称[5]。
- 1921年（大正10年）7月10日：俵田駅が開業
- 1923年（大正12年）9月1日：国有化され、久留里線になる。清川駅が上総清川駅に改称[5]。
- 1930年（昭和5年）8月20日：木更津駅 - 久留里駅間の軌間が762mmから1067mmに改軌される[5]。小櫃駅 - 俵田駅間で改キロ実施（-0.1km）。
- 1934年（昭和9年）9月15日 ：気動車運行開始（木更津駅-久留里駅間）[32]
- 1936年（昭和11年）3月25日：久留里駅 - 上総亀山駅間（9.6km）が延伸開業し、久留里線が全通。平山駅、上総松丘駅、上総亀山駅が開業。気動車運転開始（久留里駅 - 上総亀山駅間）[33]。
- 1937年（昭和12年）4月20日：東横田駅、下郡駅、上総山本駅が開業[5]。
- 1944年（昭和19年）12月16日：久留里駅 - 上総亀山駅間が休止[注釈 5]。平山駅、上総松丘駅、上総亀山駅が休止。
- 1947年（昭和22年）
  - 月日不明：上総山本駅が休止。
  - 1月20日：東横田駅と下郡駅が休止[34]。
  - 4月1日：久留里駅 - 上総亀山駅間および平山駅と上総松丘駅の営業が再開[5]。
- 1956年（昭和31年）
  - 7月1日：下郡駅の営業再開。上総山本駅が廃止[5]。
- 1958年（昭和33年）4月1日：東横田駅の営業再開[5]。
- 1961年（昭和36年）3月1日：祇園駅が開業[5]。
- 1968年（昭和43年）7月：千葉駅直通列車廃止。
- 1974年（昭和49年）10月1日：久留里駅 - 上総亀山駅間の貨物営業廃止[5]。
- 1976年（昭和51年）10月1日：木更津駅 - 久留里駅間の貨物営業廃止[5]。
- 1978年（昭和53年）10月2日：東清川臨時乗降場が開業[5]。
- 1987年（昭和62年）4月1日：国鉄分割民営化により東日本旅客鉄道（JR東日本）が継承。東清川臨時乗降場が東清川駅となる[5]。
- 1996年（平成8年）10月23日:新久留里線塗装車の運用を開始する[35]。
- 1997年（平成9年）
  - 2月27日：横田駅に設置されていた腕木式信号機が置き換えられ、全ての信号機が色灯式となる[36]。
  - 3月22日：全列車が禁煙となる[37]。
- 2009年（平成21年）3月14日：全線が東京近郊区間に編入される。
- 2012年（平成24年）
  - 3月17日：ダイヤ改正に合わせ、タブレット閉塞式を特殊自動閉塞式（軌道回路検知式）に変更[38][39]。
  - 12月1日：キハE130系気動車を導入。
- 2013年（平成25年）
  - 2月17日：全線でATS-Pを導入、これをもってJR東日本千葉支社管内全線のATS-Pの整備完了[40]。
  - 3月16日：一部の列車でワンマン運転を開始[41]。
  - 10月16日：台風26号の影響で、上総松丘駅 - 上総亀山駅間にて道床流出・路盤崩落が発生したため、全線で運転見合わせ[42]。
  - 10月18日：木更津駅 - 久留里駅間の運転が再開[43]。
  - 11月14日：久留里駅 - 上総亀山駅間の運転が再開[44]。
- 2019年（令和元年）
  - 9月9日：令和元年房総半島台風（台風15号）の影響で全線運転見合わせ[45]。東横田駅と横田駅での屋根損傷、久留里駅 - 平山駅間における法（のり）肩の一部崩壊、そのほか倒木などの被害を受けており[46]、10日間以上にわたって全線不通となる[47]。
  - 9月20日：木更津駅 - 久留里駅間の運転が再開[48]。
  - 10月11日：昼以降、久留里駅 - 上総亀山駅間を含む全線の運転を再開[49]。翌12日から通常ダイヤで運行される予定であったが[50]、令和元年東日本台風（台風19号）の接近に伴う計画運休により12日始発から運転を見合わせた[51]。13日昼頃まで運休する予定としていたが[51]、実際には14日20時48分に運行を再開した[52]。
  - 10月25日：この日発生した大雨の影響で久留里駅 - 上総亀山駅間で不通となる[53]。
  - 11月1日：17時50分過ぎ、1週間ぶりに全線での運転を再開[54]。
- 2023年（令和5年）3月9日：JR東日本が、久留里駅 - 上総亀山駅間について、沿線地域の総合的な交通体系に関する議論を君津市及び千葉県に対して申し入れ[12]。
- 2024年（令和6年）
  - 10月28日：2024年10月21日に最終となった第5回検討会議が行われ「上総地区で提供されている交通サービスは、当該地区の移動需要に適していない」「当該地区での移動需要を考慮すると、自動車中心の交通体系への移行により、より利便性の高い地域公共交通が実現する」とする結果報告書が発表[55]。
  - 11月27日：JR東日本が久留里駅 - 上総亀山駅間について、「バス等を中心とした新たな交通体系へのモードチェンジを図ることが必要」とする廃止方針を表明[22]。
- 2026年（令和8年）7月1日（予定）：支社制から事業本部制への再編に伴い、全線の管轄がこれまでの千葉支社から房総事業本部に変更される[56]。

## 運行形態
平日・土曜・休日ともダイヤは共通である。すべて普通列車で、木更津駅発着の全線通し運転列車および木更津駅 - 久留里駅間の区間列車のほか、久留里駅 - 上総亀山駅間の区間列車も設定されている。
2024年（令和6年）3月16日改正時点の運転本数は木更津駅 - 久留里駅間が1時間に1本程度で1日17往復ある。久留里駅 - 上総亀山駅間は下り8本・上り9本で、日中に5時間以上運行がない時間帯がある。このうち下り5本・上り6本が木更津駅 - 上総亀山駅間全線通し運行で、それ以外の列車は久留里駅で乗り換えとなる。
日中は1 - 2両、朝夕ラッシュ時は2 - 3両編成で運転される。2023年3月18日のダイヤ改正までは4両編成の運行もあったが、同改正で3両編成へ減車された。
土日祝日および学校の長期休暇シーズンは、ラッシュ時間帯に減車が行われる一方、ハイキングのシーズンの休日は日中でも4両で運転されることがある。
3両以上で運転される列車は、下郡駅 - 上総亀山駅の各駅ではホームが短いため、進行方向前寄り2両のみドアを扱い、3両目以降はドアカットとなる。このため、上総亀山駅では折り返しの際、降車終了後いったんドアを閉め、車両を1両半位前方へ移動し客扱いを再開する。2013年（平成25年）3月16日のダイヤ改正より、一部の列車でワンマン運転が実施されている。
2014年（平成26年）3月15日のダイヤ改正では上総亀山駅発着列車の一部が久留里駅折り返しとなり、日中時間帯の列車が減便された。
2017年（平成29年）3月4日の改正からは、上総亀山駅発の一番列車が5時台から6時に、木更津駅発上総亀山駅行きの最終が21時台から20時台（久留里駅発は21時台後半）に変更され、5時台の木更津駅行き一番列車は久留里駅始発に短縮となり、久留里駅 - 上総亀山駅間は下り8本・上り9本の運転となった。
臨時列車や観光列車については、現在は観光シーズンに久留里駅止まりの定期列車が上総亀山駅まで延長されるのみで、ジョイフルトレインや他線所属の気動車を使用した臨時列車はほとんど運転されない。2019年（平成31年／令和元年）からは上総亀山駅までの臨時の延長運転がゴールデンウイークや夏休み期間にも拡大されたほか、同年7月27日にはサイクルツアー実施に向けた関係自治体向けの試乗モニター調査でサイクルトレインを運行することになった。その後、サイクルトレインはB.B.BASEによる内房線の臨時列車「B.B.BASE鹿野山」との接続列車として「菜久留トレイン」の名称で運行されている。イベント列車としては2022年11月20日にJR東日本と大日本プロレス、新潟プロレスの共催により「奥房総久留里線プロレス列車」が運行された。
過去には2007年（平成19年）4月に「ちばデスティネーションキャンペーン」の一環としてキハ48形「びゅうコースター風っこ」を使用した臨時普通列車「風っこくるり号」が運転された。2009年（平成21年）には旧型客車をDE10形ディーゼル機関車が牽引する「のんびりくるり号」が運転された。

### ワンマン運転
2013年（平成25年）3月16日のダイヤ改正時より、ワンマン運転が開始されている。対象編成は1・2両編成の列車（土休日に減車されて2両編成となる列車を除く）であり、2両の場合、後部に連結された車両のドアは締切扱いとなっている。ただし、木更津駅・横田駅・久留里駅では全てのドアが開く。なお、ワンマン化がなされた列車であっても、それが困難な場合や一部区間では車掌が乗務することもあるとされるが、その場合でも改札は運転士が行う。
なお、動労千葉はワンマン運転を批判しており、中止するよう主張している。

## 使用車両
2012年（平成24年）12月1日からは幕張車両センター木更津派出に所属するキハE130形100番台が使用されている。

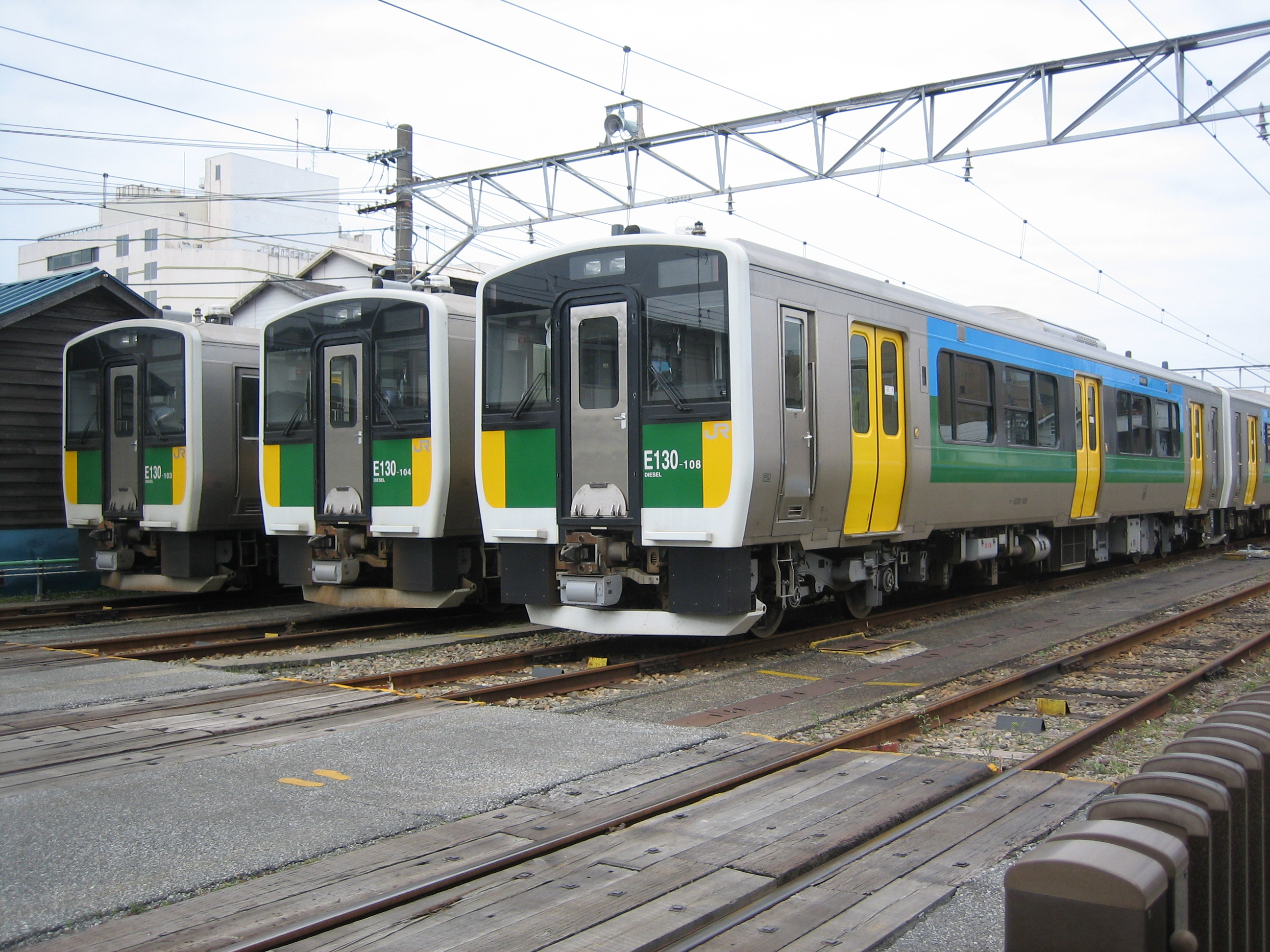
キハE130形100番台

### 過去の使用車両
- キハ17形：1953年（昭和28年）から。運用終了年は不明。
- キハ60系：1960年（昭和35年）から。キハ60 1・2とともに、1等車のキロ60 1（後、2等車格下げでキハ60 101）も久留里線を走っていた。運用終了年は不明[66]。
- キハ30形：1963年（昭和38年）から。2012年（平成24年）12月1日限りで定期運用終了[67][68]。2009年（平成11年）から登場時の国鉄一般色に復元されて使用されていた。当線で使用されたキハ30形のうちキハ30 98・100は水島臨海鉄道へ譲渡[69]。
- キハ37形：1983年（昭和58年）から。2012年（平成24年）12月1日限りで定期運用終了[68]。当線で使用されたキハ37形のうちキハ37 2・1002・1003は水島臨海鉄道へ譲渡[69]。
- キハ38形：1996年（平成8年）から。2012年（平成24年）12月1日限りで定期運用終了[68]。当線で使用されたキハ38のうちキハ38 1003は水島臨海鉄道へ譲渡[69]。
  - キハ37・38形は便所付きの車両もあり、外観でも判別可能であるが、垂れ流し式の構造で汚物処理装置未設置などの理由で使用不可（締め切り）であった。

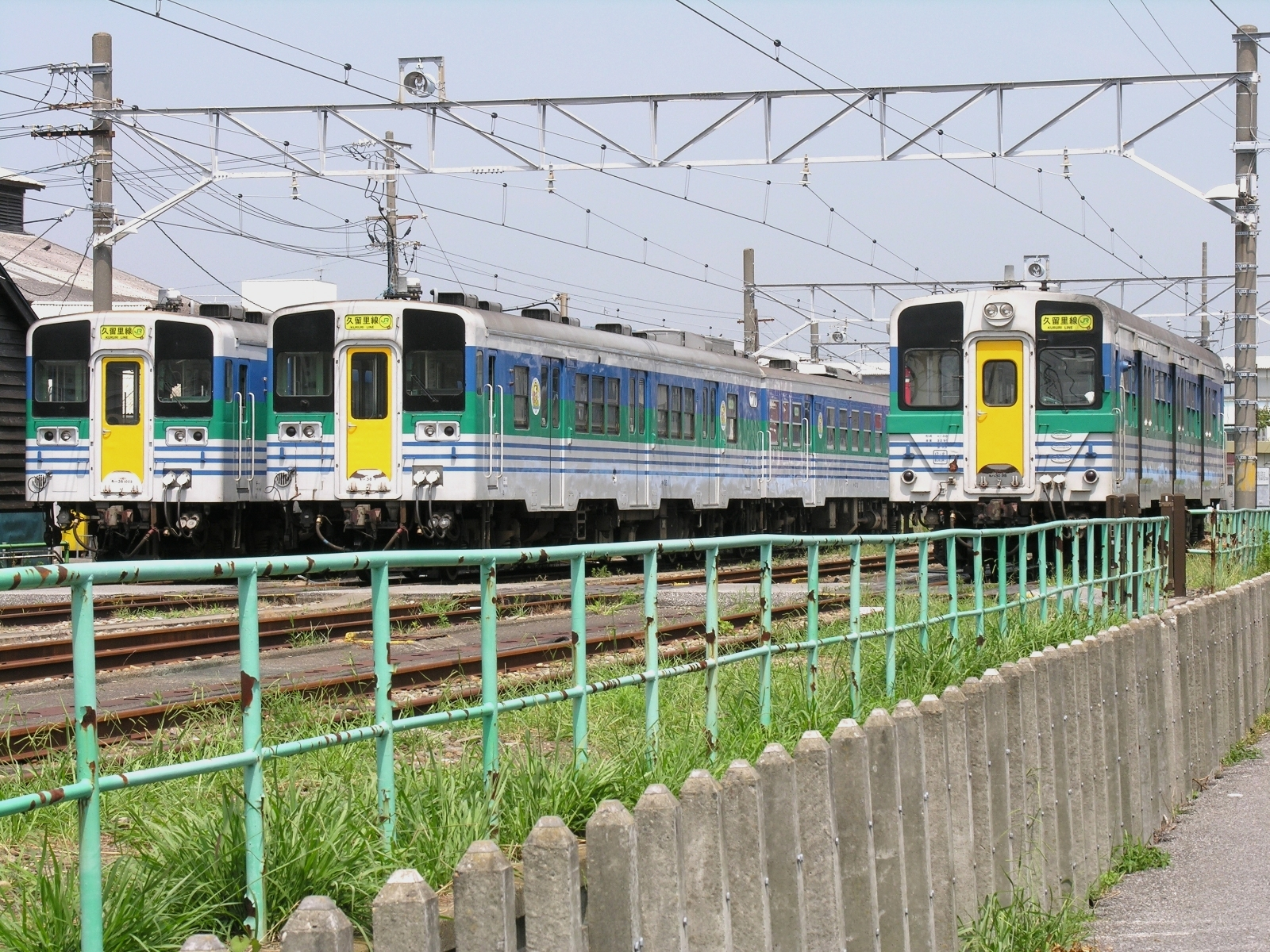
久留里線で使用されていた車両。左・中央の先頭車はキハ38形、右はキハ30形
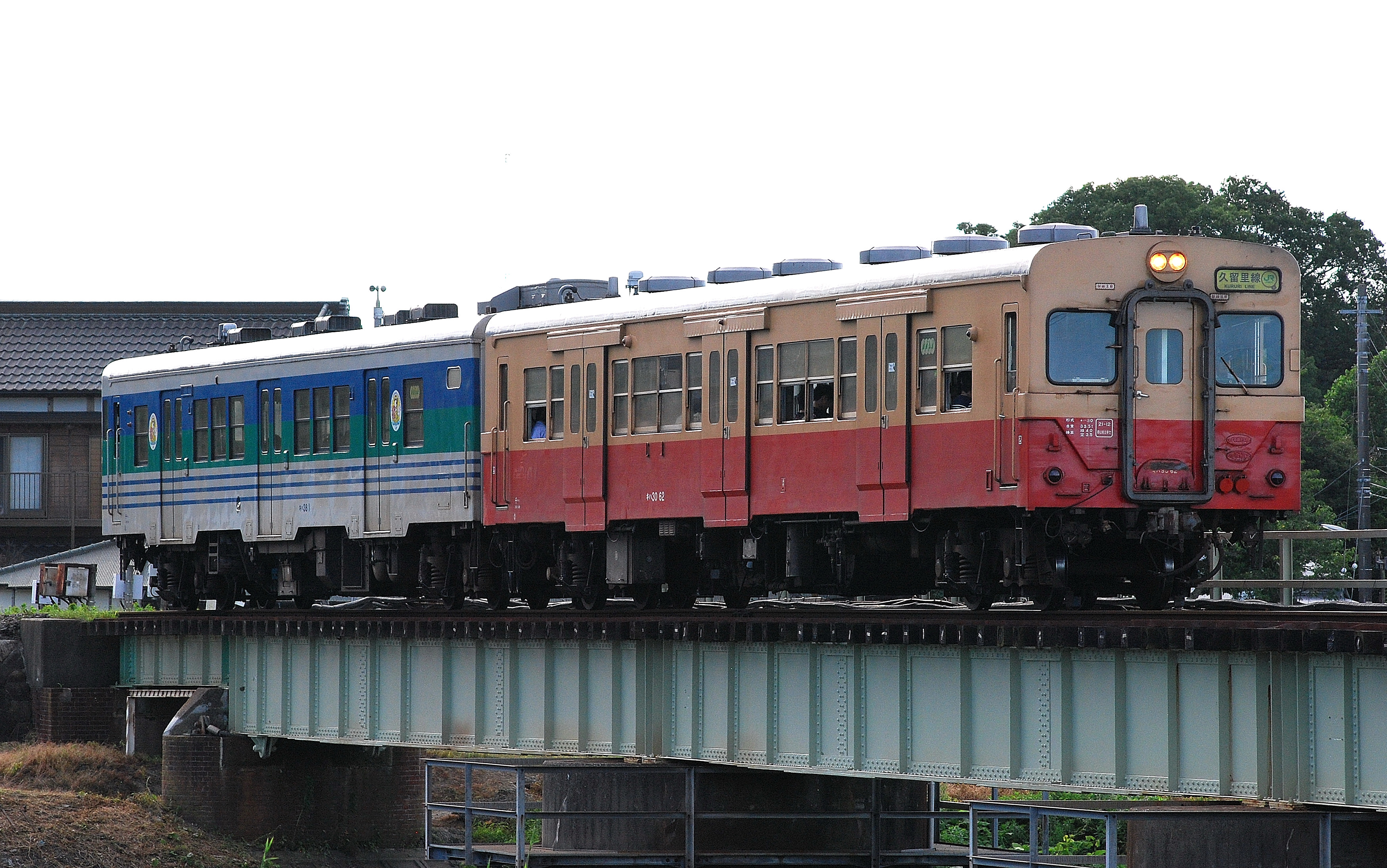
登場時の国鉄一般色に復元されたキハ30形（先頭の車両）
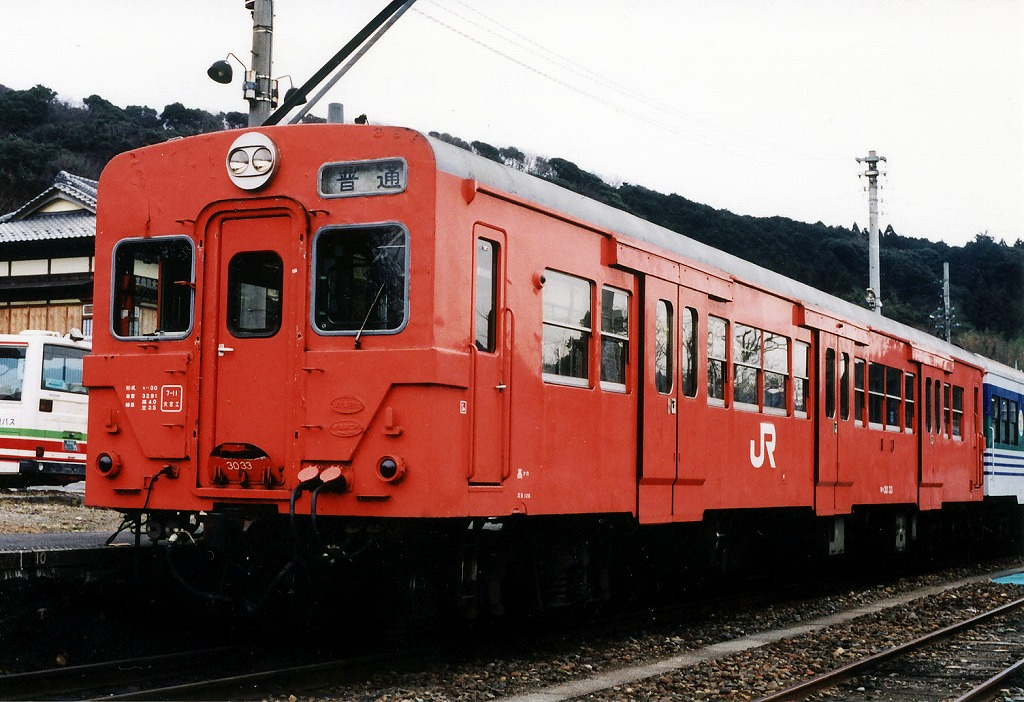
かつて使用されていた首都圏色（朱色5号）のキハ30形

## 沿線概況
木更津駅を出発するとすぐに大きく東方にカーブする。しばらくは農地と住宅地が点在する平地を走る。小櫃川に付かず離れずという感じでしばらく路線は続く。東横田駅からは南方にコースを変える。徐々に標高は高くなり、起伏が目立つようになる。久留里駅からは山間地に入り、小櫃川沿いの急な流れや、急な崖などを進み、また上総松丘駅 - 上総亀山駅間では当線には2か所しかないトンネルが現れ、終点の上総亀山駅に到着する。

## 駅一覧
- 全列車普通列車（全駅に停車）
- 線路（全線単線） … ◇：列車交換可、｜：列車交換不可
  - ※：木更津駅の久留里線用ホームは1線のみであるが、ホームのない側線を用いた列車交換が可能
- 全駅千葉県内に所在。

| 駅名       | 営業キロ | 営業キロ | 接続路線                | 線路 | 所在地   |
| 駅名       | 駅間     | 累計     | 接続路線                | 線路 | 所在地   |
| ---------- | -------- | -------- | ----------------------- | ---- | -------- |
| 木更津駅   | -        | 0.0      | 東日本旅客鉄道：■内房線 | ※    | 木更津市 |
| 祇園駅     | 2.6      | 2.6      |                         | ｜   | 木更津市 |
| 上総清川駅 | 1.6      | 4.2      |                         | ｜   | 木更津市 |
| 東清川駅   | 1.9      | 6.1      |                         | ｜   | 木更津市 |
| 横田駅     | 3.2      | 9.3      |                         | ◇    | 袖ケ浦市 |
| 東横田駅   | 1.5      | 10.8     |                         | ｜   | 袖ケ浦市 |
| 馬来田駅   | 3.1      | 13.9     |                         | ｜   | 木更津市 |
| 下郡駅     | 1.3      | 15.2     |                         | ｜   | 君津市   |
| 小櫃駅     | 3.0      | 18.2     |                         | ｜   | 君津市   |
| 俵田駅     | 1.8      | 20.0     |                         | ｜   | 君津市   |
| 久留里駅   | 2.6      | 22.6     |                         | ◇    | 君津市   |
| 平山駅     | 3.1      | 25.7     |                         | ｜   | 君津市   |
| 上総松丘駅 | 2.6      | 28.3     |                         | ｜   | 君津市   |
| 上総亀山駅 | 3.9      | 32.2     |                         | ｜   | 君津市   |

2023年度の時点で、JR東日本自社による乗車人員集計の対象駅は、木更津駅・横田駅・久留里駅の3駅であり、それ以外の駅は完全な無人駅のため集計対象から外されている。

### 廃駅
- 上総山本駅：1956年（昭和31年）7月1日廃止、下郡駅 - 小櫃駅間[5]

## 利用状況

### 平均通過人員
各年度の平均通過人員（人/日）は以下のとおりである。
| 年度                   | 平均通過人員（人/日） | 平均通過人員（人/日） | 平均通過人員（人/日） | 出典   |
| 年度                   | 全線                  | 木更津 - 久留里       | 久留里 - 上総亀山     | 出典   |
| ---------------------- | --------------------- | --------------------- | --------------------- | ------ |
| 1987年度（昭和62年度） | 3,126                 | 4,446                 | 823                   | [ 71 ] |
| 1992年度（平成04年度） | 3,163                 | 4,178                 | 775                   | [ 71 ] |
| 1997年度（平成09年度） | 2,576                 | 3,422                 | 583                   | [ 71 ] |
| 2002年度（平成14年度） | 2,188                 | 2,924                 | 456                   | [ 71 ] |
| 2007年度（平成19年度） | 1,781                 | 2,394                 | 336                   | [ 71 ] |
| 2009年度（平成21年度） | 1,619                 | 2,179                 | 301                   | [ 72 ] |
| 2010年度（平成22年度） | 1,519                 | 2,052                 | 264                   | [ 72 ] |
| 2011年度（平成23年度） | 1,451                 | 1,957                 | 261                   | [ 72 ] |
| 2012年度（平成24年度） | 1,450                 | 1,962                 | 245                   | [ 72 ] |
| 2013年度（平成25年度） | 1,430                 | 1,945                 | 216                   | [ 72 ] |
| 2014年度（平成26年度） | 1,262                 | 1,727                 | 169                   | [ 73 ] |
| 2015年度（平成27年度） | 1,233                 | 1,694                 | 145                   | [ 73 ] |
| 2016年度（平成28年度） | 1,190                 | 1,643                 | 122                   | [ 73 ] |
| 2017年度（平成29年度） | 1,147                 | 1,591                 | 103                   | [ 73 ] |
| 2018年度（平成30年度） | 1,094                 | 1,518                 | 96                    | [ 73 ] |
| 2019年度（令和元年度） | 1,025                 | 1,425                 | 85                    | [ 74 ] |
| 2020年度（令和02年度） | 737                   | 1,023                 | 62                    | [ 74 ] |
| 2021年度（令和03年度） | 782                   | 1,091                 | 55                    | [ 74 ] |
| 2022年度（令和04年度） | 770                   | 1,074                 | 54                    | [ 75 ] |
| 2023年度（令和05年度） | 771                   | 1,072                 | 64                    | [ 76 ] |

### 収支・営業系数
各年度の収支（運輸収入、営業費用）、営業係数、収支率は以下のとおりである。100万円以下の端数は切り捨て。▲はマイナスを意味する。
営業係数が100円以上であれば赤字であるため全て大幅な赤字であり、特に久留里駅以南の収支係数はかつて「日本一の赤字路線」と話題になった添田線（1978年度は3855円）のおよそ5倍の数値である。
| 年度                   | 収支（百万円） | 収支（百万円） | 収支（百万円） | 営業 係数 （円） | 収支率 | 出典   |
| 年度                   | 運輸 収入      | 営業 費用      | 計             | 営業 係数 （円） | 収支率 | 出典   |
| ---------------------- | -------------- | -------------- | -------------- | ---------------- | ------ | ------ |
| 2019年度（令和元年度） | 87             | 1,055          | ▲967           | 1,200            | 8.3%   | [ 7 ]  |
| 2020年度（令和02年度） | 63             | 865            | ▲802           | 1,367            | 7.3%   | [ 7 ]  |
| 2021年度（令和03年度） | 68             | 875            | ▲806           | 1,273            | 7.9%   | [ 77 ] |
| 2022年度（令和04年度） | 68             | 790            | ▲721           | 1,153            | 8.7%   | [ 78 ] |

| 年度                   | 収支（百万円） | 収支（百万円） | 収支（百万円） | 営業 係数 （円） | 収支率 | 出典   |
| 年度                   | 運輸 収入      | 営業 費用      | 計             | 営業 係数 （円） | 収支率 | 出典   |
| ---------------------- | -------------- | -------------- | -------------- | ---------------- | ------ | ------ |
| 2019年度（令和元年度） | 2              | 344            | ▲342           | 15,546           | 0.6%   | [ 7 ]  |
| 2020年度（令和02年度） | 1              | 276            | ▲274           | 17,074           | 0.6%   | [ 7 ]  |
| 2021年度（令和03年度） | 1              | 281            | ▲279           | 19,110           | 0.5%   | [ 77 ] |
| 2022年度（令和04年度） | 1              | 246            | ▲245           | 16,821           | 0.6%   | [ 78 ] |